# Ван Эйк, Ян
Ян ван Эйк (нидерл. Jan van Eyck, ок. 1385 или 1390, Маасейк — 1441, Брюгге) — ранненидерландский художник-новатор эпохи Северного Возрождения, дипломат, мастер портрета, автор более ста картин на религиозные сюжеты. Младший брат художника и своего учителя Губерта ван Эйка (1370—1426).

## Биография
Точная дата рождения Яна ван Эйка неизвестна. Родился в городе Маасейке Льежской епархии в Северных Нидерландах. Учился у старшего брата Губерта и работал с ним до 1426 года. Начал самостоятельную деятельность в Гааге при дворе нидерландских графов. Впервые упомянут между 1422 и 1426 годами как «мастер Ян» в ранге камер-юнкера у графа Иоганна III.
С 1425 года ван Эйк становится придворным герцога Бургундии Филиппа Доброго, который высоко ценил его как художника и щедро оплачивал его работу. 19 мая 1425 года датирован документ, из которого следует, что художник принят на службу к герцогу в качестве камердинера «со всеми почестями, преимуществами, свободами, правами, выгодами и жалованием…в 100 парижских ливров в год». В 1435 году герцог распорядился повысить жалование художнику до 360 ливров в год.
В 1427—1428 годах в составе герцогского посольства Ян ван Эйк отправился в Испанию, а затем в Португалию в числе тех, кто должен был договориться о свадьбе Филиппа Доброго и португальской принцессы. Ван Эйку было поручено написать портрет невесты. Было сделано два портрета. Оба были отправлены герцогу вместе с проектом брачного договора. Один был отправлен сушей, другой морем. До нашего времени портреты не сохранились.
В 1427 году посетил Турне, где был принят с почётом местной гильдией живописцев. Вероятно, встречался с Робером Кампеном, либо видел его картины. Работал в Лилле и Генте. В 1431 году приобрёл дом в Брюгге и прожил там до самой смерти.
Существует легенда, изложенная Джорджо Вазари как достоверный факт, о том, что Ян ван Эйк является изобретателем техники масляной живописи. На самом деле такая техника была известна много ранее и использовалась, в частности, для раскраски деревянных алтарных скульптур и рельефов, братья ван Эйки, вероятнее, лишь усовершенствовали эту технику с помощью лессировок. Эта техника стала традиционной для Нидерландов, в XV веке распространилась в искусстве Германии, Франции, а затем в Италии.
Самое крупное и знаменитое произведение Яна ван Эйка — Гентский алтарь, начатый, возможно, его братом Губертом. Художник работал над ним по заказу богатого гентского бюргера Йоса Вейдта для его семейной капеллы в 1422—1432 годах. Этот грандиозный многоярусный полиптих из 24 картин с изображением 258 человеческих фигур находится в Соборе Святого Бавона в Генте. Среди шедевров Яна ван Эйка — «Мадонна канцлера Ролена», а также портрет купца, представителя банкирского дома Медичи, Джованни Арнольфини с женой — так называемый «Портрет четы Арнольфини».
Ян ван Эйк умер в Брюгге в июле 1441 года; похоронен на кладбище Собора Святого Донатиана. В начале 1442 года по воле его брата Ламберта художник был перезахоронен в самом соборе, уничтоженном в 1799 году. В эпитафии ван Эйка написано: «Здесь покоится славный необыкновенными добродетелями Иоанн, в котором любовь к живописи была изумительной; он писал и дышащие жизнью изображения людей, и землю с цветущими травами, и всё живое прославлял своим искусством…»
Ван Эйк имел несколько учеников, в их числе — знаменитый впоследствии живописец Петрус Кристус. Историк искусства Эрнст Гомбрих писал о мастере: «По всеобщему признанию, наиболее смелые открытия, обозначившие перелом в художественном развитии (человечества), принадлежат живописцу Яну ван Эйку (1385/90 — 1441). Величайшее его создание — многостворчатый алтарь (полиптих) для собора в Генте».

## Основные произведения
- Портрет четы Арнольфини. 1434. Национальная галерея, Лондон
- Гентский алтарь. 1432. Собор Святого Бавона, Гент
- Портрет человека в красном тюрбане. 1433. Национальная галерея, Лондон
- Мадонна каноника ван дер Пале. 1436. Музей Гронинге, Брюгге
- Мадонна канцлера Ролена. 1435. Лувр, Париж

## Интересные факты
- В истории искусства «Портрет четы Арнольфини» — одна из первых картин, подписанная самим художником, так как вплоть до XV века такая практика не была распространена:

«Здесь был Ян ван Эйк. 1434»
- Существует несколько теорий, пытающихся объяснить внезапный переход к реализму ван Эйка. Одна из самых интересных принадлежит британскому художнику Д. Хокни и физику Чарльзу М. Фалько. Они полагают, что ван Эйк использовал изогнутые зеркала и маленькие линзы для создания почти фотографических изображений. Этим они объясняют сдвиги в перспективе на его картинах[6].

## Память
В честь Ван Эйка назван кратер на Меркурии и астероид (9561) ван Эйк, открытый 19 августа 1987 года.
Ван Эйк изображён на бельгийской почтовой марке 1944 года.